# Šikole
Šikole – wieś w Słowenii, w gminie Kidričevo. W 2018 roku liczyła 315 mieszkańców.